# Пенібонт (футбольний клуб)
«Пенібонт» (валл. Pen-y-Bont F.C.) — валлійський футбольний клуб з містечка Брідженд, заснований 2013 року.

## Історія
Заснований 2013 року шляхом об'єднання команд «Брідженд Таун» і «Брінтіріон Атлетік». Клуб став виступати у другому дивізіоні країни, де провів шість сезонів. 2019 року вигравши другий дивізіон команда вперше в історії вийшла до Прем'єр-ліги.